# Autobahn Nanjing–Luoyang
Die Autobahn Nanjing–Luoyang oder Ningluo-Autobahn (chinesisch 宁洛高速公路, Pinyin Níngluò gāosù gōnglù, englisch Ningluo Expressway), chin. Abk. G36, ist eine Autobahn im Osten Chinas. Sie führt von der Metropole Nanjing in der Provinz Jiangsu über die Städte Bengbu, Zhoukou und Pingdingshan nach Luoyang in der Provinz Henan, wo sie in die Autobahn G30 mündet. Die Autobahn wurde im Jahr 2006 fertiggestellt und hat eine Länge von 755 km.